# Chlorocoma chloe
Chlorocoma chloe là một loài bướm đêm trong họ Geometridae.